# Red Hat
Red Hat, Inc. је америчко софтверско предузеће које пружа производе софтвера отвореног кода другим предузећима. Подружница је предузећа IBM. Red Hat је основан 1993. године у Ралију, уз неколико канцеларија широм света.
Креира, одржава и доприноси многим пројектима бесплатног софтвера. Набавио је неколико база кодова за власничке софтверске производе путем корпоративних спајања и аквизиција, а објавио је такав софтвер под лиценцама отвореног кода. Од марта 2016. Red Hat је други по величини корпоративни сарадник језгра Linux-а верзије 4.14 након предузећа .
IBM је 28. октобра 2018. објавио своју намеру да купи Red Hat за 34 милијарде долара. Аквизиција је закључена 9. јула 2019. Данас послује као независна подружница.